# Tadeusz Isakowicz-Zaleski
Tadeusz Isakowicz-Zaleski, właściwie Tadeusz Bohdan Zaleski, pseudonim „Jacek Partyka”, „Jan Kresowiak”, „Ksiądz Robak” (ur. 7 września 1956 w Krakowie, zm. 9 stycznia 2024 w Chrzanowie) – polski Ormianin, duchowny katolicki obrządków ormiańskiego i łacińskiego, duszpasterz osób niepełnosprawnych, prezes Fundacji im. Brata Alberta, działacz społeczny, duszpasterz Ormian-katolików, wieloletni uczestnik opozycji antykomunistycznej w czasach Polskiej Rzeczypospolitej Ludowej, pisarz, poeta i publicysta.

## Życiorys

### Dzieciństwo i młodość
Urodził się w 1956 w Krakowie. Jego rodzicami byli filolog Jan Zaleski (1926–1981) i polska Ormianka, polonistka Teresa Zaleska, z domu Isakowicz (1932–2011). Miał dwie siostry, bliźniaczki: Danutę i Joannę (ur. 1958). W okresie nauki w liceum związał się z ruchem oazowym, a po ukończeniu szkoły średniej wstąpił do Wyższego Seminarium Duchownego w Krakowie. W 1975 jako kleryk został powołany do odbycia służby wojskowej w Brzegu. Pod koniec lat 70., będąc w seminarium, współredagował podziemne pismo „Krzyż Nowohucki” oraz działał w Studenckim Komitecie Solidarności. W 1977 debiutował jako poeta na łamach „Tygodnika Powszechnego”. Od 1980 zaangażował się w działalność NSZZ „Solidarność”. Uczęszczał na seminarium prowadzone przez historyka Kościoła ks. prof. Bolesława Kumora, pod jego kierunkiem napisał pracę magisterską. W latach 1981–1983 odbywał praktyki diakonatu w parafii w Chrzanowie, Rajczy i Krakowie-Woli Justowskiej. Święcenia kapłańskie otrzymał 22 maja 1983 w Katedrze Wawelskiej z rąk kard. Franciszka Macharskiego.

### Działalność opozycyjna
W latach 80. XX w. w kościele św. Maksymiliana Kolbe w Krakowie odprawiał msze św. za ojczyznę gromadzące tłumy mieszkańców Nowej Huty. Od 1982 do 1991 prowadził XIV grupę Krakowskiej Pieszej Pielgrzymki na Jasna Górę gromadzącą antykomunistycznych działaczy związanych z NSZZ „Solidarność”. Publikował pod pseudonimami w prasie podziemnej („Spotkania”, „Hutnik”, „Biuletyn Informacyjny Hutników”). Podejmował m.in. tematy przymusowej służby wojskowej kleryków, Kresów Wschodnich, Polaków w ZSRR, problemów Kościoła greckokatolickiego. 
Był represjonowany przez Służbę Bezpieczeństwa. W 1985 został dwukrotnie ciężko pobity przez funkcjonariuszy SB. Pierwszy raz, w Wielką Sobotę w rodzinnej kamienicy przy ul. Zyblikiewicza. Po raz drugi został napadnięty 4 grudnia w klasztorze Córek Bożej Miłości na Woli Justowskiej przez funkcjonariuszy SB przebranych za sanitariuszy pogotowia ratunkowego. Jego prześladowania przez SB stały się kanwą filmu Macieja Gawlikowskiego Zastraszyć księdza (2006).
W 1988 brał udział jako duszpasterz robotników w strajku w Hucie im. Lenina. Jednocześnie zaangażował się w działalność dobroczynną i pomoc niepełnosprawnym. W 1987 współzakładał Fundację im. Brata Alberta zajmującą się pomocą osobom z niepełnosprawnościami intelektualnymi, prowadzącą 36 placówek na terenie Polski.

### Śmierć
Zmarł 9 stycznia 2024 w Chrzanowie po chorobie nowotworowej (rak prostaty). O jego śmierci poinformowało stowarzyszenie Wspólnota i Pamięć. 18 stycznia Sejm RP uczcił jego pamięć minutą ciszy. Uroczystości pogrzebowe rozpoczęły się w środę 17 stycznia czuwaniem modlitewnym przy zmarłym w kościele pw. św. Brata Alberta w Radwanowicach. Dzień później po mszy pogrzebowej, duchowny spoczął na cmentarzu w Rudawie.

## Działalność duszpasterska
W 1983 uzyskał święcenia kapłańskie i skierowany został na studia do Papieskiego Kolegium Ormiańskiego w Rzymie. Trzykrotnie nie otrzymał paszportu ze względu na współpracę z podziemną Solidarnością. Związał się z prowadzonym przez ks. Kazimierza Jancarza Duszpasterstwem Ludzi Pracy w parafii św. Maksymiliana Marii Kolbego w nowohuckich Mistrzejowicach. Brał udział w odprawianych tam przez ks. Jancarza czwartkowych Mszach za Ojczyznę. W latach 1994–2006 współpracował z Radiem Maryja i Telewizją Trwam. Z tymi mediami rozstał się w wyniku sporu dotyczącego lustracji duchowieństwa.
W 2001 odbył studia w Papieskim Kolegium Ormiańskim w Rzymie i został mianowany przez ówczesnego ordynariusza wiernych obrządku ormiańskiego, kardynała Józefa Glempa, duszpasterzem Ormian w archidiecezji krakowskiej. W latach 2002–2009 był duszpasterzem Ormian w Polsce Południowej. W latach 2009–2017 był proboszczem ormiańskokatolickiej parafii południowej pw. św. Grzegorza Oświeciciela z siedzibą w kościele Trójcy Świętej w Gliwicach.

## Działalność społeczna

### Wśród Ormian

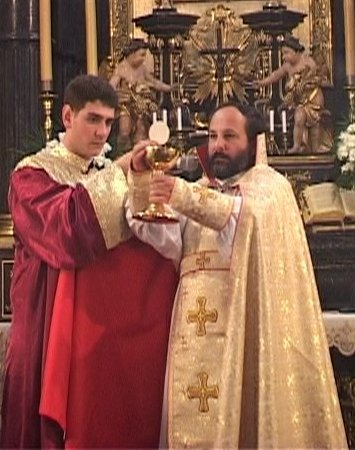
Ks. Tadeusz Isakowicz-Zaleski (z prawej) podczas sprawowania liturgii w obrządku ormiańskim

Ks. Isakowicz-Zaleski był działaczem środowiska ormiańskiego i popularyzatorem wiedzy o historii i kulturze Ormian, zwłaszcza Kościoła katolickiego obrządku ormiańskiego. Zainicjował zbliżenie między środowiskami tzw. starej i nowej emigracji ormiańskiej. Był orędownikiem sprawy upamiętnienia ofiar ludobójstwa Ormian. Brał udział w audycjach radiowych i telewizyjnych, w których przedstawiał historię narodu i Kościoła ormiańskiego oraz problemy polskich Ormian. Był spokrewniony z przedostatnim arcybiskupem ormiańskokatolickim Lwowa, kaznodzieją i filantropem Izaakiem Mikołajem Isakowiczem (był praprawnukiem brata arcybiskupa) oraz ks. prałatem Leonem Isakowiczem (1883–1944), proboszczem parafii ormiańskokatolickiej w Stanisławowie. Był też spokrewniony z ks. Stefanem Moszoro-Dąbrowskim, rodem z Argentyny, wikariuszem regionalnym Prałatury Personalnej Opus Dei w Polsce[niewiarygodne źródło?].
W latach 2009–2014 pełnił funkcję przedstawiciela mniejszości ormiańskiej w Komisji Wspólnej Rządu i Mniejszości Narodowych i Etnicznych.

### Wśród osób z niepełnosprawnością
Od 1979 uczestnik Ruchu „Wiara i Światło”, skupiającego osoby z niepełnosprawnością intelektualną, ich rodziny i przyjaciół. Od 1981 organizator wspólnot Ruchu w Krakowie i Chrzanowie, a następnie duszpasterz osób niepełnosprawnych. Wraz z Zofią Tetelowską i Stanisławem Pruszyńskim współzakładał Fundację im. Brata Alberta w Radwanowicach, której prezesem był od 1989.
W latach 1997–2006 kanonik honorowy archidiecezji krakowskiej. Tytuł otrzymał od kardynała Macharskiego w uznaniu zasług w pracy z osobami niepełnosprawnymi, jednak zrezygnował z niego w 2006 w ramach protestu przeciwko pomówieniom pod swoim adresem.
W latach 2002–2022 był prezesem Oświatowego Towarzystwa Integracyjnego w Radwanowicach, prowadzącego Integracyjne Przedszkole i Integracyjną Szkołę Podstawową w Radwanowicach. W 2009 prowadził na antenie TVP Info, wspólnie z Anną Dymną, program Potrzebni, poświęcony problemom osób z niepełnosprawnościami. W 2021 na wniosek organizacji pozarządowych został członkiem Rady Konsultacyjnej ds. Osób z Niepełnosprawnościami w Ministerstwie Rodziny i Polityki Społecznej.
W ramach Fundacji im. Brata Alberta wspierał od połowy lat 90. XX wieku ośrodki dla dzieci niewidomych i ich rodzin, prowadzone przez Siostry Franciszkanki Służebniczki Krzyża w Skałacie Starym, Żytomierzu i Charkowie na Ukrainie. Od lutego 2022 zaangażowany był też w pomoc dla ukraińskich uchodźców przyjeżdżających do Polski.

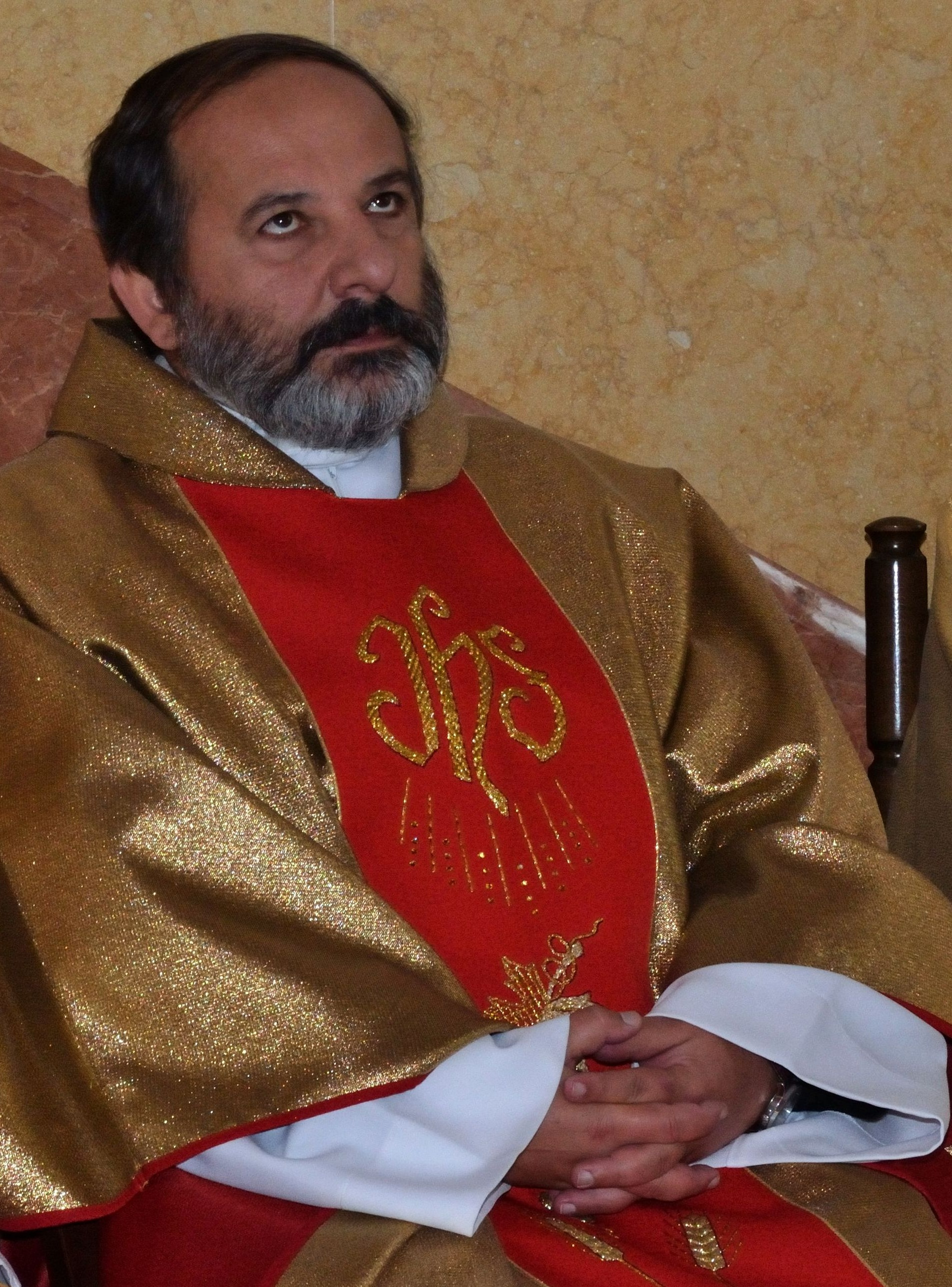
Ks. Tadeusz Isakowicz-Zaleski w Radwanowicach (2013)

### Konwoje humanitarne
Uczestnik i organizator wielu konwojów humanitarnych m.in. do krajów byłej Jugosławii, Czeczenii, Albanii, Ukrainy, w tym części we współpracy z Polską Akcją Humanitarną Janiny Ochojskiej oraz Stowarzyszeniem Lekarzy Nadziei prof. Zbigniewa Chłapa.

### Upamiętnianie ludobójstwa na Kresach

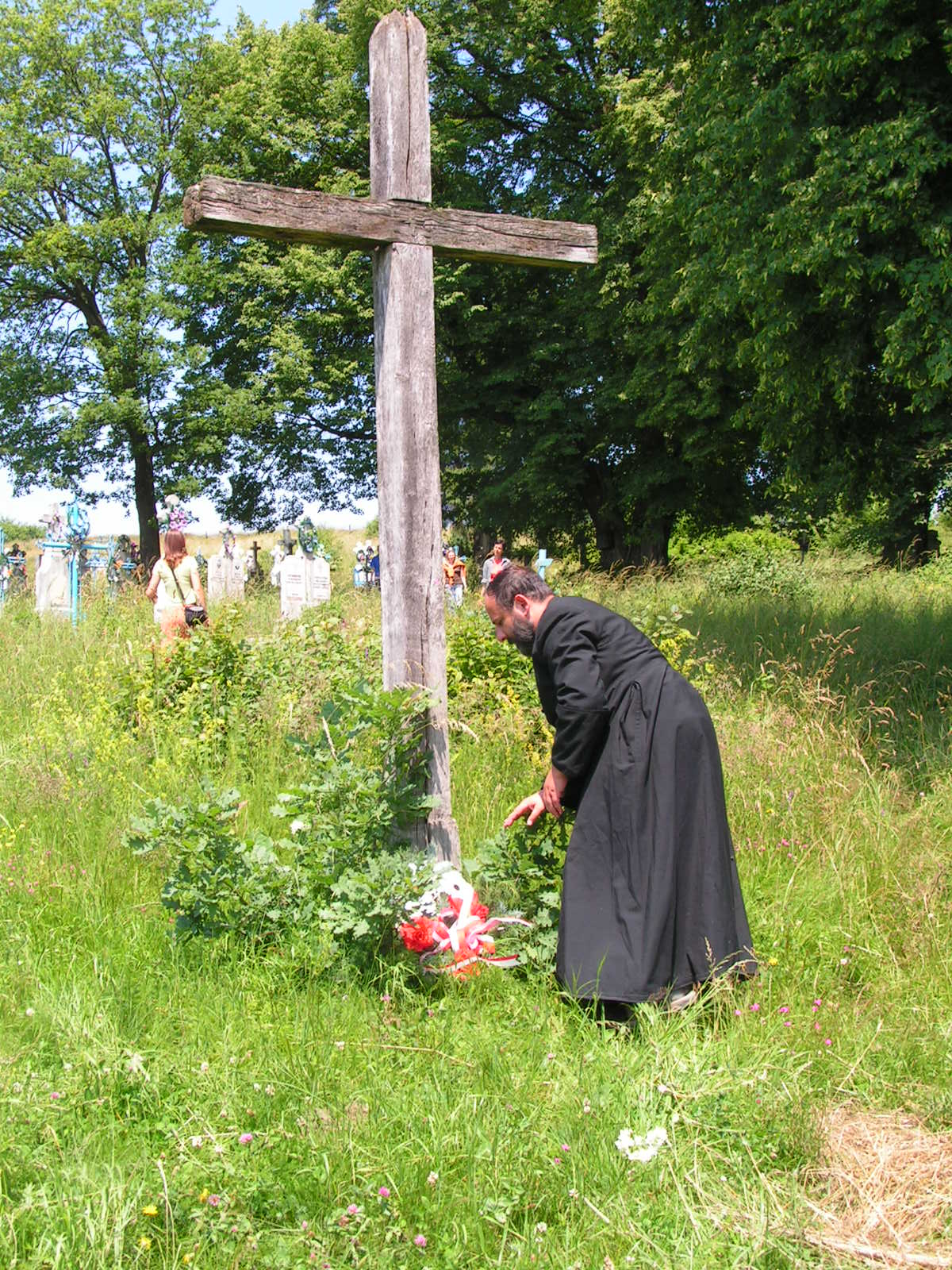
Ks. Isakowicz-Zaleski składa kwiaty pod krzyżem ku czci Polaków zamordowanych przez UPA w Korościatynie

W 2008 wystąpił z apelem o potępienie przez władze polskie ludobójstwa Polaków dokonanego na przez OUN-UPA na Wołyniu (rzeź wołyńska) i w Małopolsce Wschodniej (Czystka etniczna w województwach lwowskim, tarnopolskim i stanisławowskim). Przez wiele lat zabiegał o upamiętnienie ofiar tej zbrodni.
1 lipca 2009 zorganizował protest w Lublinie przeciwko nadaniu tytułu doktora honoris causa przez KUL Wiktorowi Juszczence. Przyczynił się do protestów przeciwko przejazdowi przez Polskę „Rajdu Bandery”, w związku z czym ukraińscy nacjonaliści grozili mu śmiercią. 5 lutego 2010 współorganizował protesty w związku z uznaniem Bandery bohaterem narodowym Ukrainy przez ustępującego wówczas prezydenta Juszczenkę oraz bierności władz polskich w tej sprawie. Tego dnia odbyły się pikiety przed ambasadą Ukrainy w Warszawie, konsulatami w Poznaniu, Wrocławiu, Krakowie, Lublinie i Gdańsku.
Był też prezesem założonej przez siebie Fundacji Kresowej „Memoria et Veritas” i organizatorem dorocznych konkursów szkolnych wiedzy o Kresach oraz przewodniczącym komitetu honorowego budowy pomnika „Rzeź Wołyńska”, dłuta prof. Andrzeja Pityńskiego, we wsi Domostawa w gminie Jarocin na Podkarpaciu. Wspierał także akcję Stowarzyszenia „Wspólnota i Pamięć” pod hasłem „Wołyń na Powązki”.
W 2022 i 2023 r. doszło do ostrych polemik między nim a prezydentem RP Andrzejem Dudą, któremu zarzucił niedotrzymanie obietnic wyborczych z 2015 r. w sprawie pochówku Polaków pomordowanych przez OUN-UPA. 8 lipca 2023 r. przed katedrą metropolitalną w Warszawie i w czasie konferencji prasowej Episkopatu Polski protestował przeciwko zakazowi ekshumacji i pochówku ofiar ludobójstwa na Ukrainie. Protest zakończył się interwencją policji, wezwanej przez władze kościelne.

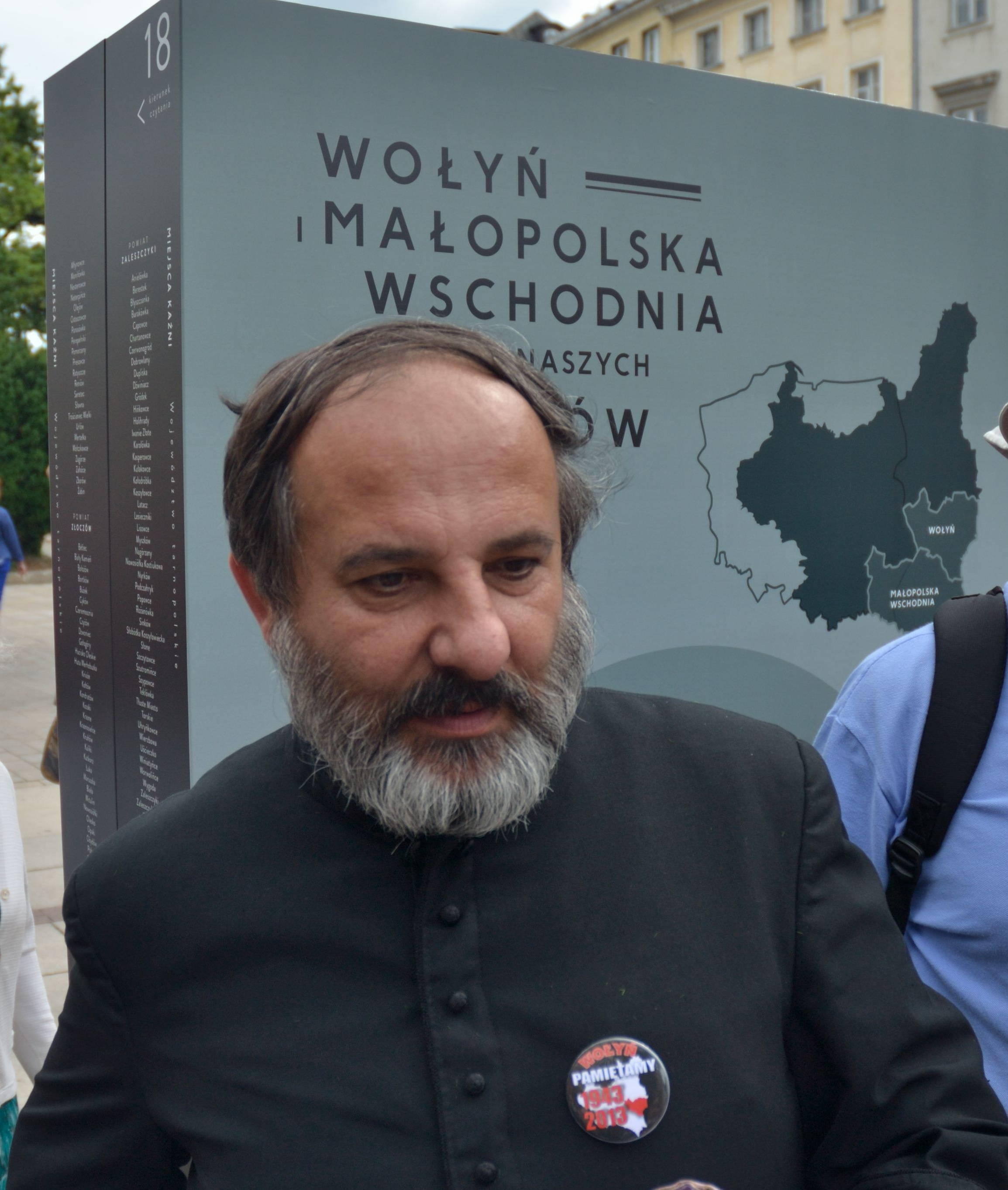
Ks. Tadeusz Isakowicz-Zaleski na Marszu Pamięci Ofiar Rzezi Wołyńskiej (Warszawa, 11 lipca 2013)

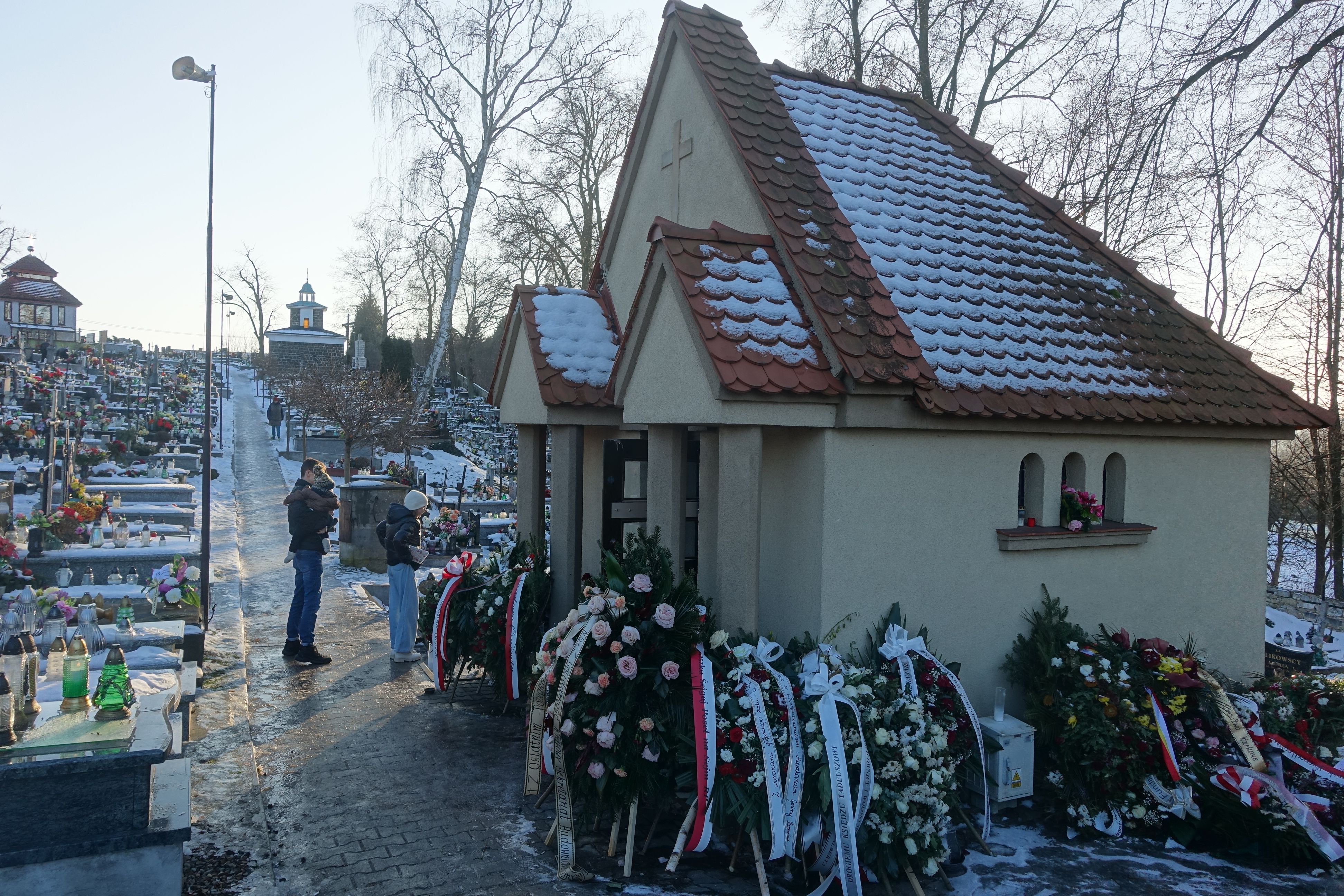
Grobowiec ks. Tadeusza Isakowicza-Zaleskiego na cmentarzu w Rudawie,

## Kontrowersje
W lutym 2006 wystąpił z postulatem ujawnienia tajnych współpracowników Służby Bezpieczeństwa działających wśród duchowieństwa archidiecezji krakowskiej. Sam badał dokumenty SB, które jako poszkodowany otrzymał z Instytutu Pamięci Narodowej. Jego działania wywołały dyskusje na temat lustracji w polskim Kościele oraz spotkały się z wrogością części środowisk kościelnych. Wielokrotnie bezskutecznie zwracał się do krakowskiej Kurii Metropolitalnej o zajęcie stanowiska i pomoc w opracowywaniu dokumentów.
Jako zwolennik ujawnienia tajnych współpracowników SB działających w środowisku krakowskich duchownych, wobec dalszej bierności władz kościelnych oraz nowo powstałej komisji „Pamięć i Troska”, planował przedstawienie wyników swojej pracy badawczej na konferencji prasowej, która odbyła się 31 maja 2006. Po zakazie zajmowania się kwestią współpracy duchownych z SB wydanym przez krakowską kurię (zastosowano wobec niego środki karne z działu sankcje kościelne – kanon 1339) zrezygnował z tego zamiaru.
22 czerwca 2006 odbyło się spotkanie księdza Zaleskiego z kardynałem Stanisławem Dziwiszem, po którym hierarcha zapewnił, że ksiądz Zaleski może kontynuować swoje badania. Jednak kilka miesięcy później arcybiskup ponownie zdyscyplinował kapłana. 17 października ks. Isakowicz-Zaleski otrzymał od arcybiskupa polecenie powstrzymania się od publicznych wypowiedzi o kontaktach i współpracy niektórych duchownych ze Służbą Bezpieczeństwa. W opinii krakowskiej kurii ksiądz Isakowicz-Zaleski „poważnie nadużył zaufania”, a jego działalność „wypacza obraz kapłana”. Sam ksiądz ogłosił gotowość do podporządkowania się decyzji kurii. Decyzja władz archidiecezji wywołała kontrowersje wśród komentatorów życia Kościoła katolickiego w Polsce. 13 października 2006 ksiądz Isakowicz-Zaleski dowiedział się również, że wygasły jego uprawnienia duszpasterza Ormian, które jednak przywrócono mu miesiąc później.
Rezultatem badań prowadzonych przez księdza na podstawie dokumentów zgromadzonych przez IPN jest książka pt. Księża wobec bezpieki na przykładzie archidiecezji krakowskiej, która ukazała się 28 lutego 2007 roku nakładem wydawnictwa Znak. W książce tej, obok udokumentowanych przypadków współpracy księży diecezji krakowskiej z aparatem represji PRL, przedstawił przypadki heroicznego oporu i nieulegania presji SB, opisał także przypadki zerwania podjętej z SB współpracy oraz wspierania opozycji przez polskich duchownych katolickich. Za tę pracę w listopadzie 2007 roku ksiądz Zaleski otrzymał Nagrodę Literacką im. Józefa Mackiewicza.
Działania księdza Zaleskiego budzą duże emocje wewnątrz samego duchowieństwa – w odpowiedzi na jego walkę o oczyszczenie Kościoła w Polsce prymas Józef Glemp nazwał go szukającym sensacji „nadUbowcem”, za co później przepraszał. Sam Tadeusz Isakowicz-Zaleski uważał, że we władzach kościelnych i świeckich działa wrogie mu lobby antylustracyjne.
Wystąpił jako jeden z ekspertów w filmie Zabawa w chowanego, który porusza sprawę pedofilii w polskim Kościele katolickim. Produkcja miała premierę w marcu 2020 w serwisie YouTube. Pod koniec maja tego samego roku udzielił natomiast wywiadu dla internetowego portalu tygodnika katolickiego Niedziela, w którym wyrażał swoje krytyczne stanowisko wobec reakcji części hierarchów i kapłanów katolickich na zgłaszane im przypadki nadużyć seksualnych dokonywanych przez księży. Tekst ten kilka godzin po publikacji, decyzją redaktora naczelnego pisma – ks. Jarosława Grabowskiego, zniknął z strony internetowej pisma.
Pod koniec czerwca 2020 został zgłoszony jako kandydat Koalicji Polskiej i Konfederacji do powołanej przez sejm komisji ws. pedofilii. 15 lipca podczas głosowania jego kandydatura nie została zaakceptowana przez większość sejmową. Przeciw jego kandydaturze zagłosowała większość posłów klubu parlamentarnego Prawa i Sprawiedliwości (dyscyplina partyjna) oraz większość posłów Koalicji Obywatelskiej i Lewicy. Jak sam przyznał, był naciskany przez część hierarchów Kościoła katolickiego i niektórych duchownych, aby rozważył rezygnację z ubiegania się o zasiadanie w komisji. Ostatecznie nikt ze zwierzchników kościelnych nie dał jasnego sygnału w tej sprawie. Pomimo to jeden z polityków Prawa i Sprawiedliwości miał przekazywać informację, że ks. Isakowicz kandyduje wbrew woli swoich przełożonych.
Krytykował kardynała Stanisława Dziwisza za jawne według niego popieranie Platformy Obywatelskiej za czasów, gdy sprawował on urząd metropolity krakowskiego. Niejednokrotnie negatywnie wypowiadał się również o mniej lub bardziej jawnym popieraniu Prawa i Sprawiedliwości przez arcybiskupa Marka Jędraszewskiego. W kilku wywiadach medialnych wyrażał się również negatywnie o decyzji hierarchy, zezwalającej na drugi ślub kościelny Jacka Kurskiego w miejscu tak szczególnym, jak Sanktuarium Bożego Miłosierdzia w Krakowie-Łagiewnikach.
Sam jednak w swojej działalności nie stronił od zaangażowania politycznego. Był członkiem Krakowskiego Społecznego Komitetu Poparcia Jarosława Kaczyńskiego w przedterminowych wyborach prezydenckich w 2010. Wspierał także Pawła Kukiza i jego ugrupowanie w wyborach parlamentarnych w 2015 r.

## Nagrody i wyróżnienia
- Krzyż Komandorski Orderu Odrodzenia Polski (2006)[47]
- Krzyż Kawalerski Orderu Odrodzenia Polski (1999)[48]
- Krzyż Wolności i Solidarności (2016)[49][50]
- Medal Stulecia Odzyskanej Niepodległości (2019)[51]
- Medal „Pro Bono Poloniae” (2019)[52]
- Order Uśmiechu (1997)

Pozostałe
- Tytuł Kustosza Pamięci Narodowej (2010)[53].
- Nagroda Rzecznika Praw Obywatelskich im. Pawła Włodkowica (2007)[54].
- Nagroda Literacka im. Józefa Mackiewicza (2007)
- Nagroda Zasłużony dla NSZZ „Solidarność” (2008)
- Nagroda Lodołamacz Specjalny (2008)[55]
- Skrzydła Super-Expressu (2007)[56]
- Nagroda św. Grzegorza Niezależnej Gazety Polskiej (2007)[57]
- Medal świętego Jerzego (1997, zwrócony 2008)[58].
- Honorowe członkostwo Światowego Kongresu Kresowian (2011)[59][60]
- Krzyż Czynu Zbrojnego Polskiej Samoobrony na Kresach Wschodnich RP (2011)
- Krzyż Pamięci Ofiar Banderowskiego Ludobójstwa (2012)[61]
- Nagroda Toruński Anioł otrzymana od prezydenta Torunia (2011)[62]
- Honorowe obywatelstwo Zgierza (2012)[63]
- Honorowe obywatelstwo gminy Zielona Góra (2013)[64][65]
- Honorowe obywatelstwo gminy Zabierzów (2013)[66]
- Honorowe obywatelstwo gminy gminy Borów (2014)[67]
- Honorowe obywatelstwo Chełmka (2014)[68][69]
- Honorowe obywatelstwo Zielonej Góry (2016)[70]
- Honorowe obywatelstwo gminy Kadzidło (2017)[71]
- Honorowy ambasador miasta i gminy Prabuty (2014)[72]
- Medal „Za Zasługi dla Rozwoju Miasta i Ziemi Chrzanowskiej” (2014)[73]
- Srebrna odznaka „Za zasługi w pracy penitencjarnej” (2014)
- Medal „Pro Memoria” (2017)
- Medal Opoka im. Piotra Skórzyńskiego (2014)[74]
- Nagroda metropolity lwowskiego Eugeniusza Baziaka (2019)
- Człowiek Roku Klubów Gazety Polskiej (2008)[75]
- Człowiek Roku Gazety Krakowskiej (2020)[76]

## Działalność literacka

### Publicystyka
W latach 2011–2014 był felietonistą Gazety Polskiej Codziennie i Gazety Polskiej, z którymi zerwał współpracę na skutek rozbieżności światopoglądowych i wątpliwości dotyczących obiektywizmu prezentowanego przez te tytuły. Był publicystą portali Prawy.pl, Myśl.pl i wPolityce.pl; współpracował z RMF FM, Onet, Polsat News oraz Do Rzeczy, Salon24.pl, TV Wrealu i Media Narodowe. Prowadził blog na swojej stronie internetowej.

### Publikacje
- Tadeusz Zaleski-Isakowicz: Oblężenie. Kraków: Wyd. Krzyża Nowohuckiego, 1981. Brak numerów stron w książce; Oblężenie. Wyd. II. Kraków: Rota, 1985. OCLC 79914547. Brak numerów stron w książce
- Tadeusz Zaleski-Isakowicz: Wspomnienia. Kraków: Rota, 1985. Brak numerów stron w książce
- Tadeusz Isakowicz-Zaleski: Morze Czerwone. Wiersze. Kraków: Libertas, 1987-8. Brak numerów stron w książce
- Świętych obcowanie (1993) – tomik poezji
- Kronika Życia (opracowane wspomnienia Jana Zaleskiego) (Kraków 1999)
- Słownik biograficzny księży ormiańskich i pochodzenia ormiańskiego w Polsce w latach 1750–2000 (2001)
- Arcybiskup ormiański Izaak Mikołaj Isakowicz „Złotousty”: duszpasterz, społecznik i patriota 1824–1901 (2001)
- Wiersze (2006)[77][78]
- Księża wobec bezpieki na przykładzie archidiecezji krakowskiej (2007)[79][80]
- Moje życie nielegalne (2008), wywiad-rzeka udzielony Wojciechowi Bonowiczowi w 2007 r.[81]
- Przemilczane ludobójstwo na Kresach (2008)[82][83]
- Ludzie dobrzy jak chleb (2010)
- Kronika Życia (opracowane wspomnienia Jana Zaleskiego, wyd. poszerzone) (Kraków 2010)
- Nie zapomnij o Kresach (2011)
- Chodzi mi tylko o prawdę, wywiad-rzeka z ks. Tadeuszem Isakowiczem-Zaleskim, rozmawia Tomasz Terlikowski (Fronda, 2012)
- Personalnik subiektywny (Małe Wydawnictwo, Kraków 2014)
- Żywa historia (2014)
- Na ścieżkach historii (2015)
- Franciszek od Brata Alberta (Wydawnictwo Rafael 2018)[84]
- Od Podola i Pokucia wieje wiatr (opracowane wspomnienia Rozalii Fernández) (Kraków 2019)
- Kościół ma być przezroczysty, wywiad-rzeka z ks. Tadeuszem Isakowiczem-Zaleskim, rozmawia Tomasz Terlikowski (Wydawnictwo Esprit 2020)[85]